# Schlesischer Fürstentag
Der Schlesische Fürstentag war die Versammlung der dem böhmischen König direkt unterstellten Stände der Herzogtümer in Schlesien. Er entstand im 15. Jahrhundert und ist mit den Landtagen in anderen frühneuzeitlichen Territorien und Reichen vergleichbar.

## Zusammensetzung
Im Herzogtum Schlesien, das seit dem 13. Jahrhundert in zahlreiche Teilfürstentümer zerfallen war, durften zunächst nur deren Herzöge auf den vom König einberufenen Ständeversammlungen erscheinen, daher der Name Fürstentag. Außerdem entsandte die Hauptstadt Breslau eigene Vertreter und der Bischof von Breslau war Mitglied des Fürstentags, weil ihm das Fürstentum Neisse gehörte. Als im Laufe der Zeit einige Familienzweige der Schlesischen Piasten ausstarben und ihre Länder als erledigte Lehen an den König von Böhmen zurückfielen, durften die Ritterschaften dieser Territorien mit Abgesandten an den Fürstentagen teilnehmen.

## Einberufung und Befugnisse
Der Fürstentag wurde entweder vom böhmischen König oder vom Oberlandeshauptmann von Schlesien einberufen. Die Leitung der Sitzung oblag dem Oberlandeshauptmann. Dies war häufig der Bischof von Breslau, zeitweise auch die protestantischen Fürsten von Liegnitz, Brieg, Münsterberg-Oels und Münsterberg-Bernstadt sowie die katholischen Fürsten von Glogau, Teschen, Jägerndorf und Freudenthal.
Ansätze zu einer frühneuzeitlichen Ständeverfassung existierten also bereits, als der ungarische König Matthias Corvinus 1469 die Herrschaft auch in Böhmen und Schlesien antrat. Er war es, der die vorhandenen Strukturen in landesherrlich-monarchischem Sinn ausformte und auf der Ebene des Gesamtstaates Schlesien vervollständigte. So wurden die bisher nur freiwillig und gelegentlich zusammentretenden Stände von ihm vereinigt und ab 1474 mindestens einmal jährlich zu sogenannten Fürstentagen nach Breslau einberufen. In jeweils eigenen Kurien befassten sich die Fürsten, die Ritter und die Städte – die Prälaten waren im Fürstentag nicht als Kurie vertreten – mit den politischen Fragen des Landes und solchen der Landesverwaltung, des Landfriedens, der Mannschaftsstellung in Kriegszeiten, des Münzwesens und der Bewilligung von Steuern für den König, letzteres eine bisher unbekannte königliche Forderung.
In der unter König Vladislav II. im Jahr 1500 erlassenen schlesischen Landesordnung sind einige Bestimmungen zum Fürstentag enthalten. In dem vom amtierenden Oberlandeshauptmann Herzog Kasimir II. von Teschen von König Vladislav erlangten Großen Landesprivileg, auch „Privilegium Wladislai“ genannt, wurden zum einen alte Freiheiten bestätigt, zum anderen neue Rechte verliehen. Die ersten Bestimmungen betrafen die Landesverfassung. Zunächst wurden den Fürsten und Ständen alle ihre Freiheiten, Briefe, Privilegien, Begnadigungen, Gerechtigkeiten, Schenkungen und althergebrachten Gewohnheiten in summa bestätigt und bekräftigt. Sodann gestand der König den Ständen zu, den Oberlandeshauptmann fortan nur noch aus dem Kreis der schlesischen Fürsten zu bestimmen. Damit wurde einerseits die bestehende Landesverfassung festgeschrieben, andererseits der Charakter des Amtes des Oberlandeshauptmanns geändert: Er war nun nicht mehr ausschließlich Beamter des Königs, sondern zugleich Repräsentant der Stände.
Die Ständeversammlung konnte über alle sie interessierenden gemeinsamen Angelegenheiten beraten. Sie musste jedes Mal Beschlüsse zu den vom König vorgelegten Propositionen fassen. Der Fürstentag hatte das Steuerbewilligungsrecht.
Mit den Bestimmungen Vladislavs wurde der Fürstentag als höchste juristische Instanz des Landes etabliert. Der Oberlandeshauptmann und die Fürsten mit ihren Räten sollten zweimal im Jahr im königlichen Hof in Breslau zu Gerichtstagen zusammentreten, um über Rechtsstreitigkeiten jeder Art zwischen dem König und den Fürsten sowie zwischen den Fürsten selbst zu entscheiden. Die Ladung hatte schriftlich durch den Oberlandeshauptmann zu erfolgen. Ein weiterer Gerichtstag wurde für Streitigkeiten zwischen den Fürsten und den Standesherren angesetzt. Die ergangenen Sprüche waren rechtsverbindlich.

## Ende
Nach der Eroberung eines grossen Teils Schlesiens durch Preußen im Ersten Schlesischen Krieg im Jahr 1742 wurde der Fürstentag dort in der alten Form abgeschafft. Der überwiegende Teil Schlesiens (Preußisch-Schlesien) wurde zum Bestandteil des Königreichs Preußen als sogenanntes „Souveraines Herzogtum Ober- und Niederschlesien“
Im preußischen Teil Schlesiens wurden alle Ständeeinrichtungen auf der gesamtschlesischen Ebene wie auch in den Fürstentümern und Standesherrschaften aufgelöst; nur auf der Stufe der Kreise, die sich zumeist mit einem Weichbildgebiet deckte oder auch den Verband mehrerer Weichbilder darstellte, blieben diese erhalten.
In Österreichisch-Schlesien bestand der Fürstentag in abgewandelter Form weiter. Im österreichischen (böhmischen) Teil lebten weiterhin, obwohl in territorial und personal verkleinerter Gestalt, Konvent und Fürstentag sowie die Landtage der Fürstentümer und die Ständeämter dieses schlesischen Anteils und von dessen Fürstentümern fort. Der zum ersten Mal bereits 1743 einberufene Fürstentag bestand nur aus einigen Personen (vier Fürsten und ein Deputierter der Stände des Fürstentums Troppau-Jägerndorf (mit Herzogtum Troppau und Herzogtum Jägerndorf)) des Fürsten Liechtenstein. 1848 wurde der Landtag in den Schlesischen Konvent umgewandelt.
Mit dem Dekret vom 30. Dezember 1849 wurde das Schlesische Land, als Kronland gebildet. Es wurde ein Schlesischer Landtag (Schlesischer Konvent) in Troppau mit 30 gewählten Abgeordneten und dem Breslauer Bischof gegründet. Der Schlesische Konvent wurde vom Kaiser jedoch mit dem Silvesterpatent 1851 aufgehoben.
Nach einer zehnjährigen Pause (1851–1861) wurde nach der Landes-Ordnung und Landtags-Wahlordnung für das Herzogthum Schlesien vom 26. Februar 1861 das Herzogtum Ober- und Niederschlesien in Landesangelegenheiten dann vom Schlesischen Landtag vertreten. Sitz des Landtags war die Hauptstadt Troppau.(§ 8) Er arbeitete bis zum Zerfall der k.u.k. Monarchie im Jahr 1918.